# Liste der Erdwerke der Trichterbecherkultur
Vom Beginn der Megalithphase der Trichterbecherkultur (TBK), etwa 4000 v. Chr. bis 3500 v. Chr., wurden Erdwerke erstellt. Sie sind gekennzeichnet durch ein System aus Palisaden und Gräben. Über 40 dieser Erdwerke wurden bisher erkannt und zum Teil untersucht. Die bekanntesten sind die Erdwerke von Büdelsdorf und Sarup. Das Erdwerk von Salzmünde wurde in Deutschland als erstes identifiziert.
Erdwerke wurden bereits in der Linearbandkeramik, Stichbandkeramik und der Rössener Kultur errichtet.

## Dänemark

### Jütland
- As Vig
- Årupgård
- Ballegård
- Bjerggård
- Blakbjerg
- Brunbjerg
- Bækbølling I
- Edslev
- Galgebakke
- Gammeltoft Odde
- Ginnerup
- Grenå
- Havsø
- Kainsbakke
- Krogsager
- Liselund
- Lønt
- Lokes Hede
- Mølbjerg
- Norre Grene
- Store Brokhøj
- Søby
- Toftum
- Vilsund
- Voldbæk

### Die Inseln
- Åsum Enggård (Fünen)
- Bårse (Seeland)
- Bundsø (Alsen)
- Ellerødgård (Seeland)
- Hygind (Fünen)
- Erdwerke von Sarup 1 + 2 (Fünen)
- Sigersted (Seeland)
- Skævinge Boldbaner (Seeland)
- Telleborg (Seeland)
- Troldebjerg (Langeland)
- Vasagård (Bornholm)

## Schweden
- Stävie (Schonen)

## Deutschland
- Albersdorf (Schleswig-Holstein)
- Altbrandsleben (Sachsen-Anhalt 2008 entdeckt – Durchmesser 440 m, Fläche 15 ha).
- Büdelsdorf (Schleswig-Holstein)
- Bad Segeberg (Schleswig-Holstein)
- Itzehoe (Schleswig-Holstein – unter der karolingischen Befestigung Burg Esesfeld)
- Plate (Mecklenburg-Vorpommern)
- Potsdam 3 (Brandenburg)
- Potsdam 14 (Brandenburg)
- Rastorf (Schleswig-Holstein)
- Ruthen (Mecklenburg-Vorpommern)
- Salzmünde (Sachsen-Anhalt – Salzmünder Kultur der Trichterbecherkultur)
- Walmstorf (Niedersachsen)
- Zietlitz (Mecklenburg-Vorpommern)